# Pierelesanka
Pierelesanka (biał. Пералясанка; ros. Перелесанка) – wieś na Białorusi, w obwodzie mińskim, w rejonie wołożyńskim, w sielsowiecie Wołożyn, na skraju Puszczy Nalibockiej i przy drodze magistralnej .
W dwudziestoleciu międzywojennym leżała w Polsce, w województwie nowogródzkim, w powiecie wołożyńskim.